# Eremopyga
Genre
Eremopyga est un genre d’oursins (échinodermes) réguliers, de la famille des Diadematidae.

## Caractéristiques
Ce sont des oursins dits « réguliers » : ils sont caractérisés par un test (coquille) de forme ronde, et presque uniformément couvert de radioles (piquants) réparties sur tout le corps, mais plus longues sur la partie supérieure. 
La bouche (appelée « péristome ») se situe au centre de la face inférieure (dite face « orale »), et l'anus (appelé « périprocte ») à l'opposé, soit au sommet du test (à l'« apex » de la face aborale).
Ce genre est caractérisé par plusieurs traits squelettiques, dont un test large, fragile et comprimé dorsalement. 
Le disque apical est monocyclique, avec un périprocte large entouré de plaques périproctales. Les plaques génitales sont très éloignées.
Les ambulacres sont étroits et droits, avec des paires de pores non conjuguées et unisériées, formant des triades.
Les plaques ambulacraires sont trigéminées à l'ambitus, portant un unique gros tubercule primaire par plaque. Les ambulacres de la face orale sont trigéminés, avec des tubercules rapprochés du péristome. 
Les larges aires interambulacraires sont composées de plaques ambitales plus larges que hautes, avec des zones nues bifurquant vers l'apex.
Les tubercules primaires sont perforés et crénulés, formant des rangées sur les plaques oro-ambitales. Vers l'apex, la tuberculation se réduit progressivement pour arriver à des plaques terminales presque nues.
La face aborale est presque nue, alors que la face orale est densément granulée.
Le péristome est petit, avec des encoches buccales petites et arrondies.
Les radioles sont longues, fines, creuses et verticillées.
On trouve ces oursins dans la région malaise.

## Liste d'espèces
Selon World Register of Marine Species (19 avril 2014) :
- Eremopyga debilis Mortensen, 1940 -- Philippines
- Eremopyga denudata (de Meijere, 1902) -- Malaisie

Eremopyga debilis
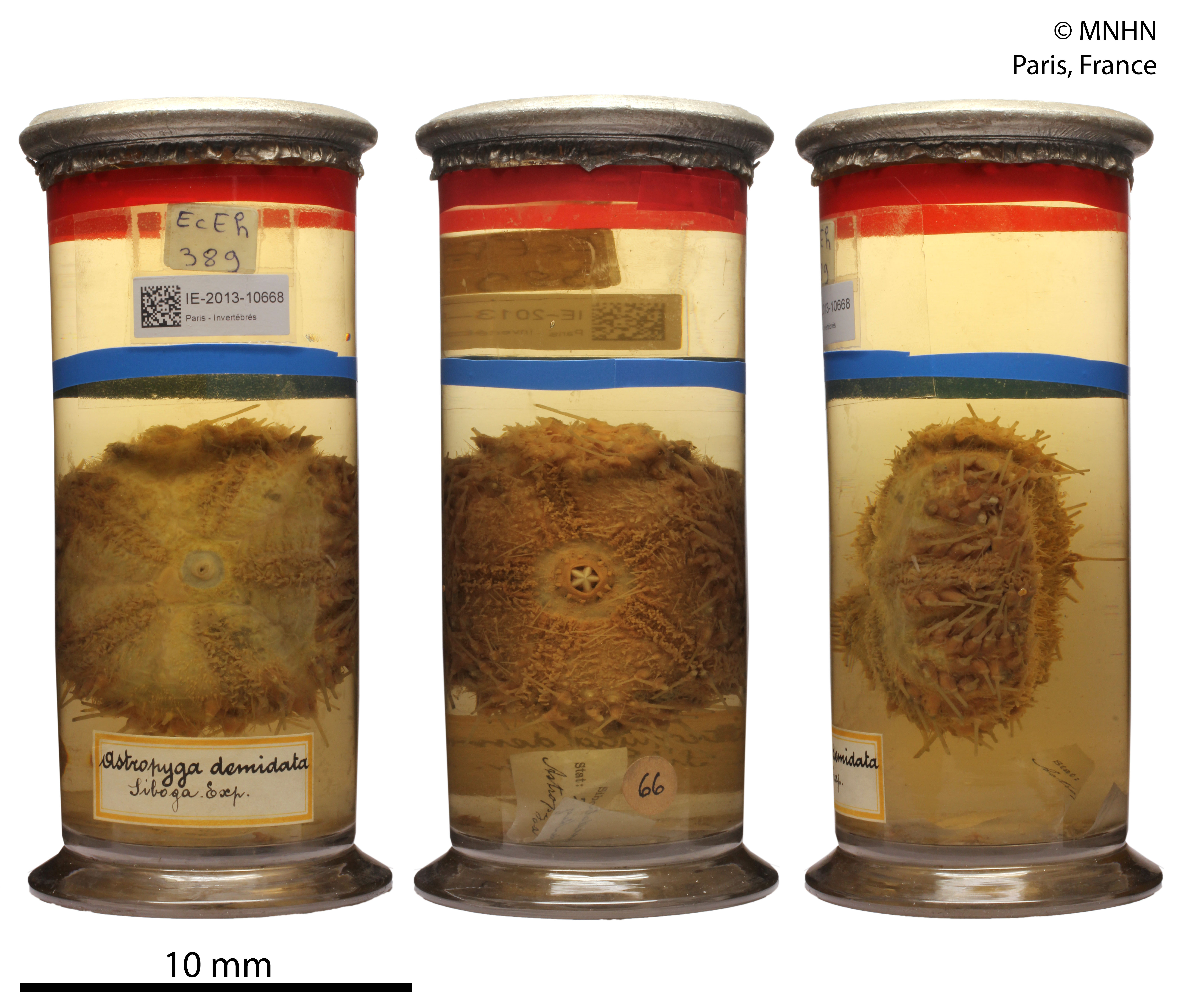
Eremopyga denudata